# Slag aan de Neva

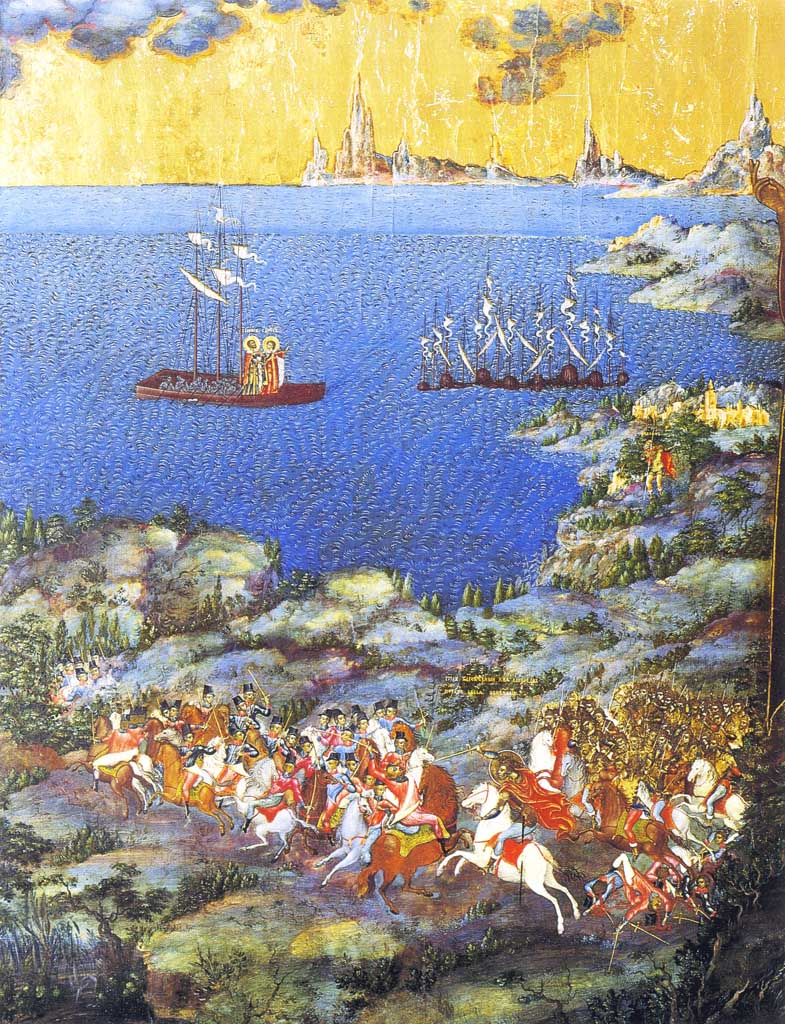
De slag aan de Neva met Boris en Gleb in een boot die Alexander Nevski te hulp komen.

De Slag aan de Neva (Russisch: Невская битва, Nevskaja bitva, Zweeds: slaget vid Neva) was een veldslag geleverd in 1240 tussen Zweedse legers en de republiek Novgorod, als deel van de Zweeds-Novgorodse oorlogen.
De Zweedse vloot landde in Rusland in 1240. De reden dat ze hier waren, was om de handelsweg die van Novgorod naar Griekenland leidde in te nemen. De republiek stuurde de jonge generaal Alexander. Hij versloeg het Scandinavische leger bij de bevroren rivier de Neva. Alexander kreeg daarop later de naam Nevski als bijnaam. Alexander Nevski versloeg in 1242 ook nog de Duitse Orde bij het Peipusmeer (Slag op het IJs).